# Becker, Minnesota
Becker är en stad i Sherburne County i Minnesota. Vid 2010 års folkräkning hade Becker 4 538 invånare.